# Vanduzeeina balli
Vanduzeeina balli är en insektsart som först beskrevs av Van Duzee 1904.  Vanduzeeina balli ingår i släktet Vanduzeeina och familjen sköldskinnbaggar. Inga underarter finns listade i Catalogue of Life.